# Албитрексија
Албитрексија (фр. Albitreccia) је насељено место у Француској у региону Корзика, у департману Јужна Корзика.
По подацима из 2011. године у општини је живело 1542 становника, а густина насељености је износила 33,7 становника/km².

## Демографија
| 1962. | 1968. | 1975. | 1982. | 1990. | 2011. |
| ----- | ----- | ----- | ----- | ----- | ----- |
| 280   | 248   | 283   | 456   | 609   | 1.542 |